# 松本市はかり資料館
松本市はかり資料館（まつもとしはかりしりょうかん）は長野県松本市の中町通りにある博物館。1986年に閉店した旧竹内度量衡店の土蔵造りの店舗と蔵を松本市が博物館として改装し、1989年に開館した。江戸時代から昭和初期のはかり、外国の古いはかりなど約1300点を収蔵、展示している。毎年11月3日には「今昔はかり展」が開催される。松本市立博物館の分館。

## 施設
- 第1展示室（本館）
- 第2展示室（土蔵）
- 第3展示室（旧三松屋蔵座敷）

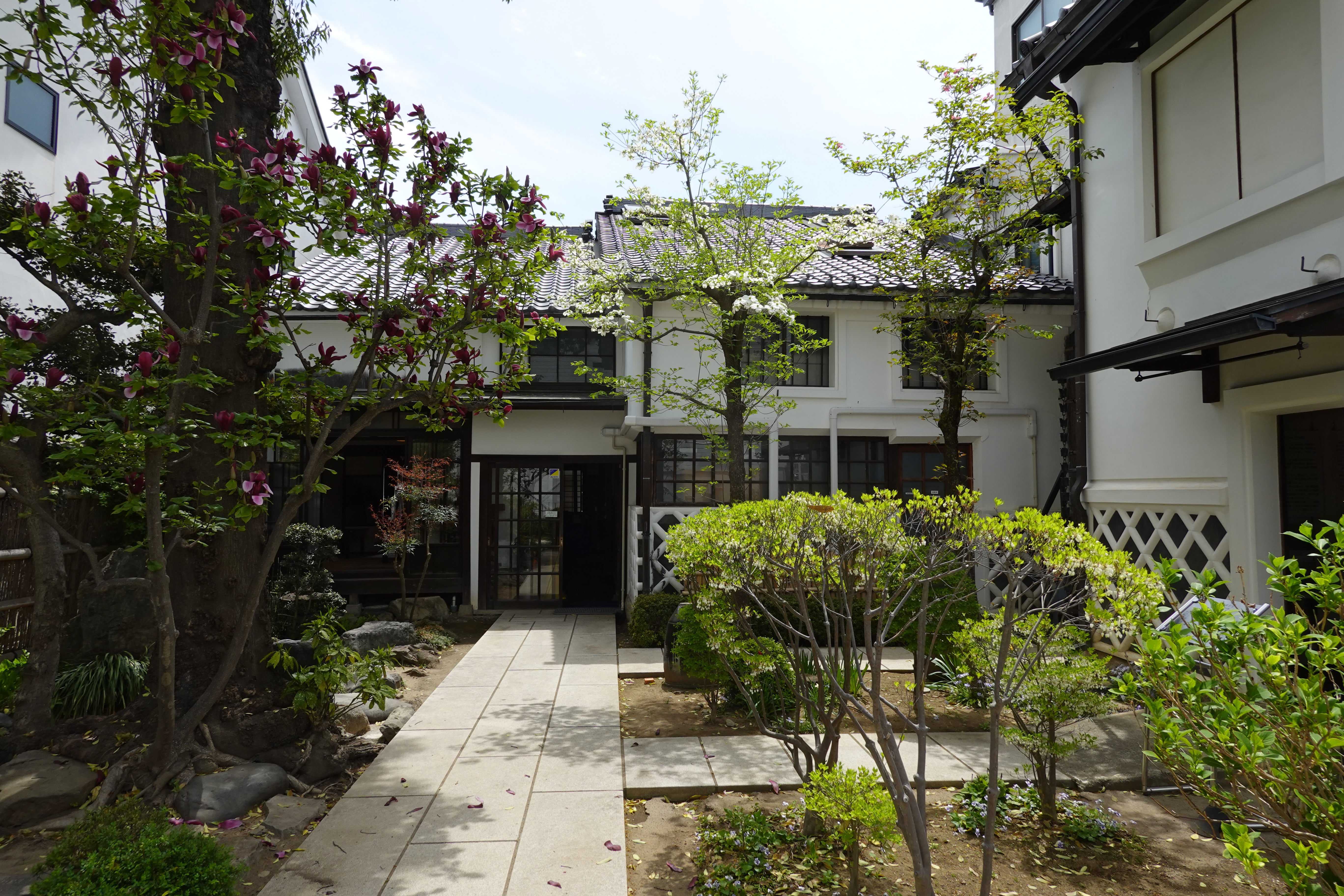
第1展示室（本館）、中庭
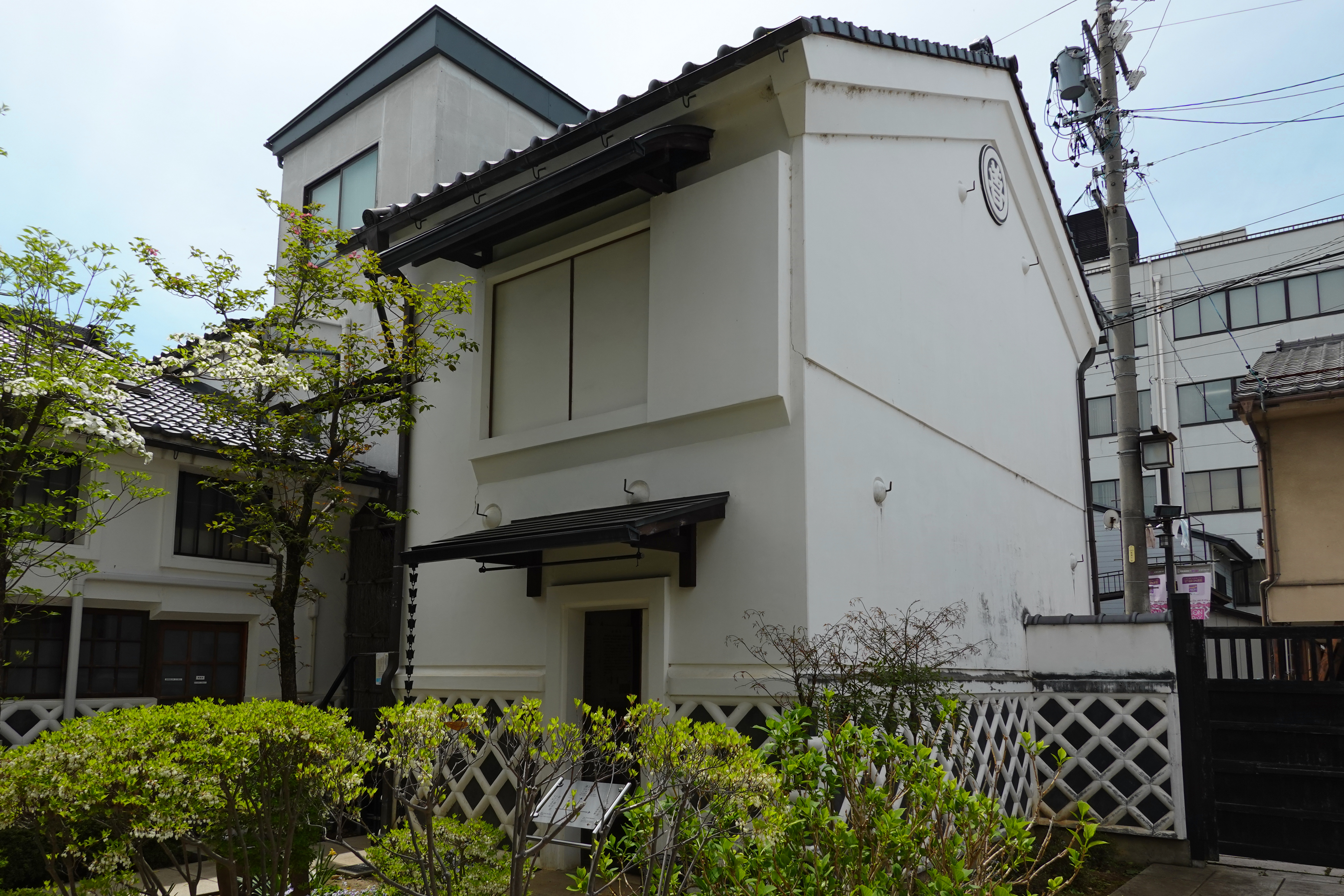
第2展示室（土蔵）
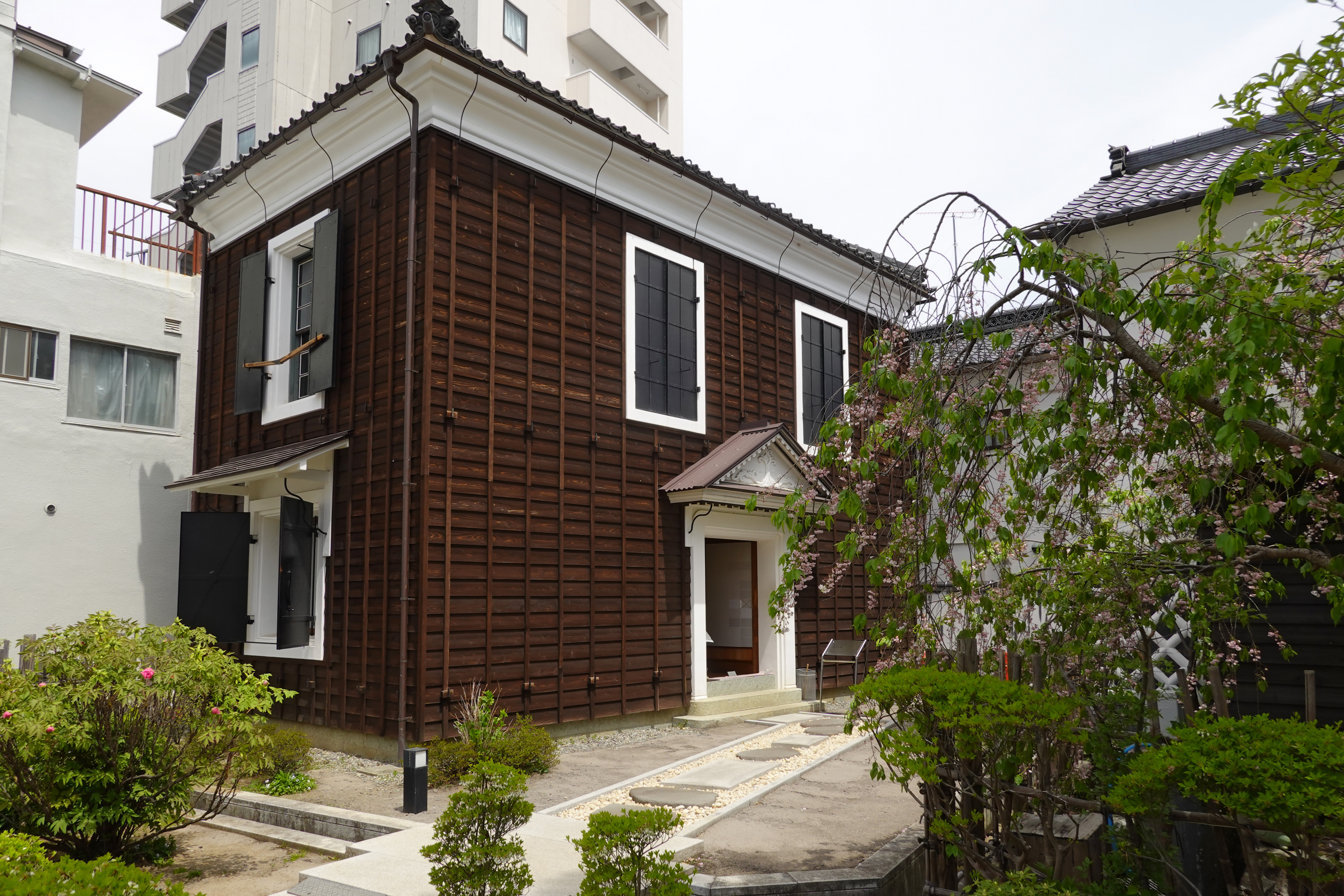
第3展示室（旧三松屋蔵座敷）

## 利用情報
- 開館時間： 9時00分～17時00分

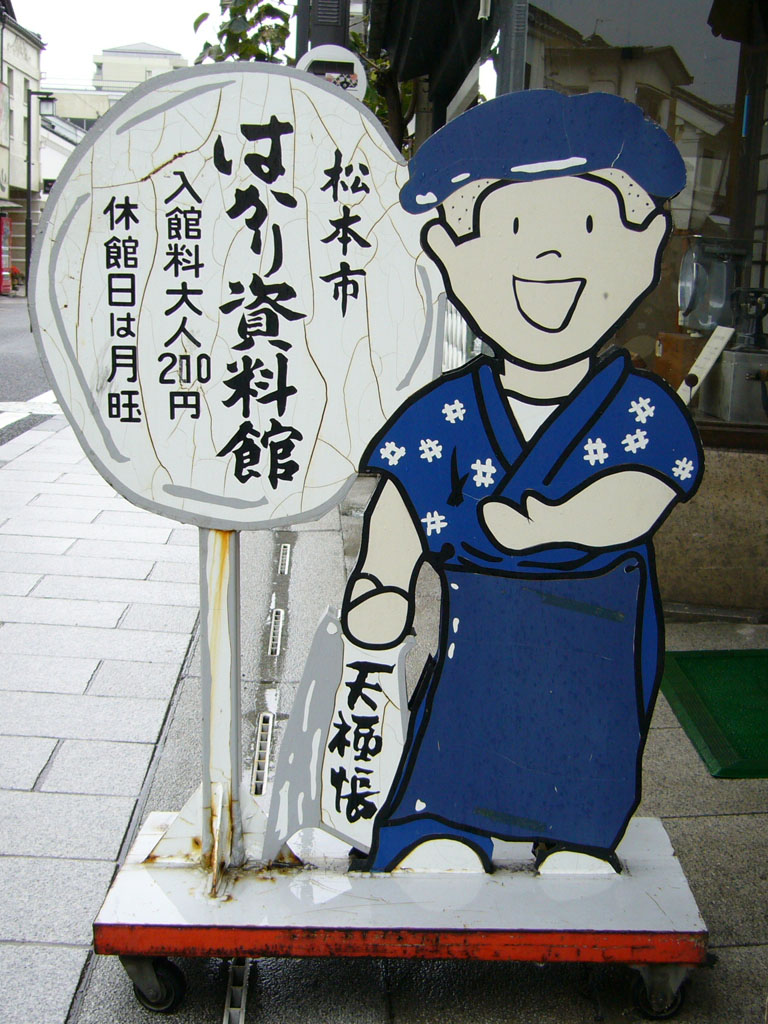
立て看板

- 定休日： 月曜日（祝日・振替休日の場合は翌平日）、年末年始期間（12月29日～1月3日）

## 交通アクセス
- JR 松本駅 徒歩12分